# Hiroshi Minagawa

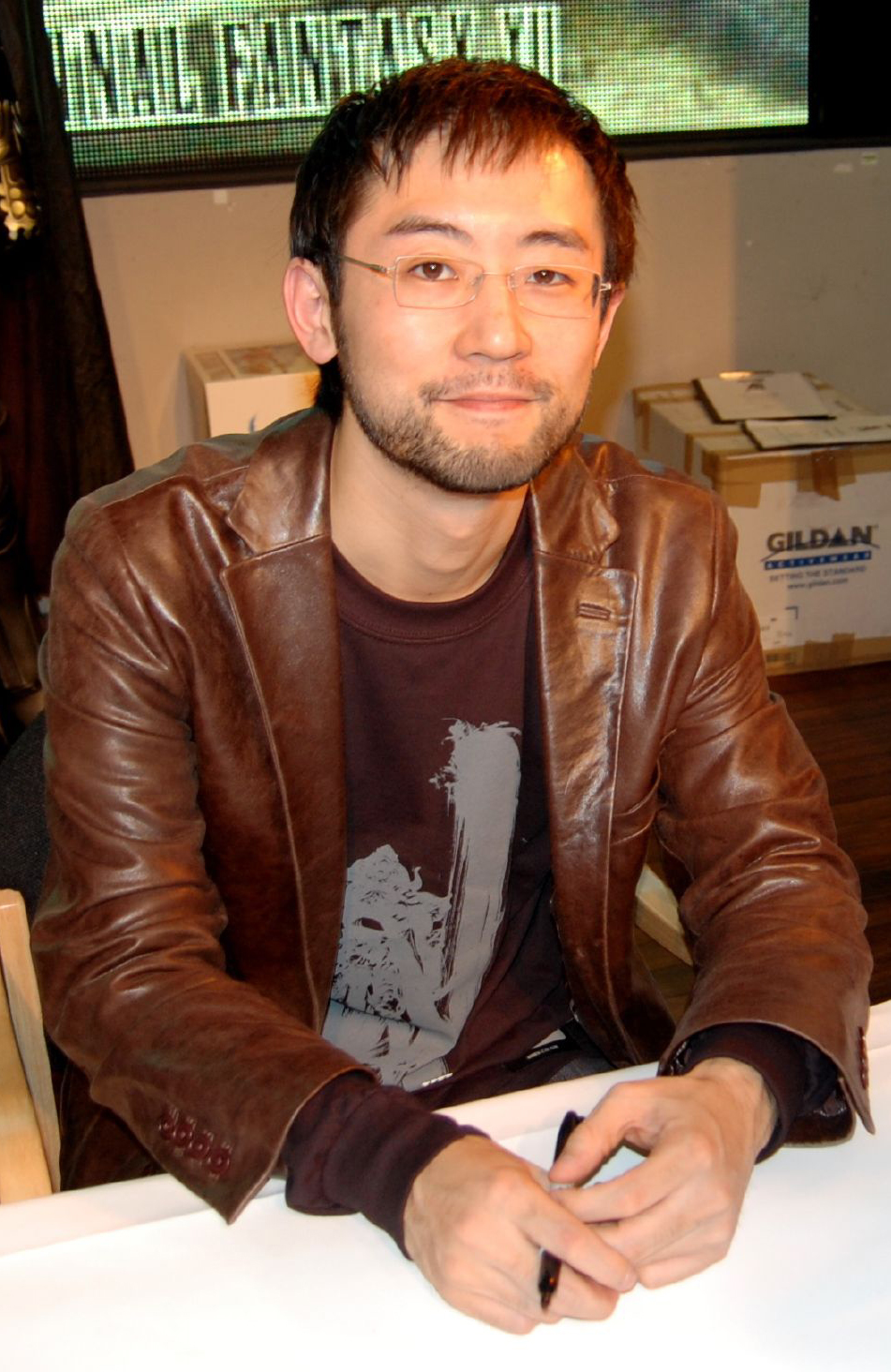
Hiroshi Minagawa auf der Veröffentlichungsparty von Final Fantasy XII 2007 in London.

Hiroshi Minagawa (jap. 皆川 裕史, Minagawa Hiroshi; * 1970) ist ein japanischer Videospielentwickler. Seine ersten Arbeiten lieferte er seit 1991 für Quest ab, wo er als Art Director an dem PC-Engine-Shooter Magical Chase arbeitete. 1995 wechselte er zu Square (jetzt Square Enix), und war als erstes für die grafische Gestaltung des Playstation-Spiels Ogre Battle zuständig. Später wurde er vor allem durch die Arbeit an Spielen wie Tactics Ogre oder Final Fantasy Tactics bekannt, bevor er Co-Direktor für Final Fantasy XII wurde. Diese Position hatte er zusammen mit Game Designer Hiroyuki Itō nach dem Ausscheiden des ursprünglichen Produzenten und Direktors Yasumi Matsuno inne.

## Ludografie
- Magical Chase: Art Director
- Ogre Battle: Art Director
- Tactics Ogre: Art Director
- Final Fantasy Tactics: Art Director
- Vagrant Story: Art Director
- Final Fantasy XII: Co-Director, Visueller Designer und Charakter Supervisor